# یوجین مرسک
یوجین مرسک (به انگلیسی: Eugen Mærsk) یک کشتی است که طول آن ۱٬۳۰۲ فوت (۳۹۷ متر) می‌باشد. این کشتی در سال ۲۰۰۸ساخته شد.
ساخت این کشتی موضوع کانالSci قرار گرفت،در۱۹ ژوئن۲۰۱۳آتش سوزی در یکی از کانتینرهای یوجین مرسک رخ داد.
بعد از آنکه اما مرسک به طور خوش شانسانه در ورودی شمالی کانال سوئز در اوایل سال۲۰۱۳ غرق نشد مرسک استفاده از رانشگرهای شدید را در کشتی های کلاس Emma خود تا زمان تغییر ناوگان ممنوع کرد.